# Camponotus albipes
Camponotus albipes é uma espécie de inseto do gênero Camponotus, pertencente à família Formicidae.